# Amiran Totikaszwili
Amiran Totikaszwili (gruz. ამირან ტოტიკაშვილი; ur. 21 lipca 1969 w Martkopi) – gruziński judoka. W barwach ZSRR brązowy medalista olimpijski z Seulu 1988.
Zawody w 1988 były jego jedynymi igrzyskami olimpijskimi. Zdobył medal w wadze ekstralekkiej, do 60 kg. Zostawał mistrzem świata w 1989. Startował w Pucharze Świata w latach 1990, 1993 i 1996. W 1988 i 1989 sięgnął po złoto mistrzostw Europy, był brązowym medalistą w 1990. Triumfator akademickich MŚ w 1988. Wygrał Igrzyska dobrej woli w 1990. Był mistrzem ZSRR w 1988 i 1989. Pracował jako trener, m.in. z gruzińską kadrą (2009-2010).